# 野路國夫
野路 國夫（のじ くにお、1946年11月17日 - ）は、日本の実業家。小松製作所特別顧問。

## 略歴
- 福井県立藤島高等学校卒業
- 1969年3月　大阪大学基礎工学部機械工学科卒業[2]
- 1969年4月　小松製作所入社[1]
- 1993年6月　技術本部生産管理部長
- 1995年2月　コマツドレッサーカンパニー(現・コマツアメリカ(株))チャタヌガ工場長
- 1997年3月　情報システム本部長
- 2000年4月　執行役員　生産本部長(兼) e-KOMATSU推進本部副本部長
- 2000年6月　常務執行役員　生産本部長(兼) e-KOMATSU推進本部副本部長
- 2001年6月　常務取締役　生産本部長(兼) e-KOMATSU推進本部長
- 2003年4月　取締役　専務執行役員建機マーケティング本部長
- 2005年4月　取締役　専務執行役員[1]　(建機事業、e-KOMATSU管掌)
- 2006年4月　取締役　専務執行役員　(建機事業、e-KOMATSU、コマツウェイ管掌)
- 2006年7月　取締役　専務執行役員　コマツウェイ推進室長[1](建機事業、e-KOMATSU管掌)
- 2007年1月　取締役　専務執行役員　コマツウェイ推進室長(兼)生産本部長(建機事業、e-KOMATSU管掌)
- 2007年6月　代表取締役社長(兼)CEO
- 2009年度　役員報酬1億2900万円
- 2010年5月　日本建設機械工業会会長[3]
- 2013年4月　代表取締役会長[4]
- 2013年6月　日本電気取締役[1]
- 2014年 小松製作所から1億7300万円の役員報酬を受ける[5]
- 2016年4月　取締役会長[6]
- 2019年4月　取締役[7]
- 2019年6月　特別顧問
- 2021年4月の春の叙勲で旭日重光章受章[8][9]。